# Bjørn Spiro
Bjørn Spiro (født 20. marts 1909 på Frederiksberg, død 1. juni 1999) var en dansk skuespiller.
Uddannet i årene 1929-1932 på Dagmarteatret.
Siden kom han til Riddersalen hvor han især huskes fra forestillingen Svend, Knud og Valdemar og Casino.
På grund af sin jødiske afstamning måtte Spiro flygte til Sverige under 2. verdenskrig, hvor han var brandmand i Den Danske Brigade.
Senere i karrieren var han på turné med privatteatre.
På tv oplevede man Spiro flere gange, men det var især radioen, der nød godt af ham.
Han var i de senere år tilknyttet Jehovas Vidner og blev frosset lidt ud af filmbranchen, da han ikke ønskede at medvirke i de senere sengekantsfilm. Han virkede desuden i en periode som kustode på Teatermuseet.

## Filmografi i udvalg
- Det hemmelighedsfulde X – 1914
- 5 raske piger – 1933
- Flådens blå matroser – 1937
- Der var engang en vicevært – 1937
- Frøken Møllers jubilæum – 1937
- Balletten danser – 1938
- De tre, måske fire – 1939
- Skilsmissens børn – 1939
- Damen med de lyse handsker – 1942
- Moster fra Mols – 1943
- Kriminalassistent Bloch – 1943
- Teatertosset – 1944
- De røde enge – 1945
- Op med lille Martha – 1946
- Lynfotografen – 1950
- Mød mig på Cassiopeia – 1951
- Det gamle guld – 1951
- Kongeligt besøg – 1954
- Jan går til filmen – 1954
- Mod og mandshjerte – 1955
- Altid ballade – 1955
- Kispus – 1956
- Far til fire i byen – 1956
- Natlogi betalt – 1957
- Skovridergården – 1957
- Lån mig din kone – 1957
- Pigen og vandpytten – 1958
- Poeten og Lillemor – 1959
- Pigen i søgelyset – 1959
- Helle for Helene – 1959
- Vi er allesammen tossede – 1959
- Forelsket i København – 1960
- Tro, håb og trolddom – 1960
- Skibet er ladet med – 1960
- Det skete på Møllegården – 1960
- Gøngehøvdingen – 1961
- Soldaterkammerater på efterårsmanøvre – 1961
- Mine tossede drenge – 1961
- Løgn og løvebrøl – 1961
- Cirkus Buster – 1961
- Den kære familie – 1962
- Pigen og pressefotografen – 1963
- Dronningens vagtmester – 1963
- Når enden er go' – 1964
- Tine – 1964
- Sommer i Tyrol – 1964
- Måske i morgen – 1964
- Don Olsen kommer til byen – 1964
- Majorens oppasser – 1964
- En ven i bolignøden – 1965
- Passer passer piger – 1965
- Flådens friske fyre – 1965
- Slå først, Frede – 1965
- Pigen og greven – 1966
- Nu stiger den – 1966
- Slap af, Frede – 1966
- Gys og gæve tanter – 1966
- Mig og min lillebror – 1967
- Nyhavns glade gutter – 1967
- Jeg er sgu min egen – 1967
- Min kones ferie – 1967
- Olsen-banden – 1968
- Mig og min lillebror og storsmuglerne – 1968
- Uden en trævl – 1968
- Præriens skrappe drenge – 1970
- Mazurka på sengekanten – 1970
- Hovedjægerne – 1971
- Olsen-bandens store kup – 1972